# Karlsuniversitetet
Karlsuniversitetet i Prag (tjeckiska: Univerzita Karlova; latin: Universitas Carolina) grundades 1347. Universitetet är bland Europas äldsta samt äldst bland dem som är belägna både norr om Alperna och öster om Rhen.
Karlsuniversitetet var i huvudsak tyskspråkigt fram till 1882 samt hade därefter åren 1882–1939 en tjeckisk och en tysk avdelning (Karl-Ferdinands-Universität), med ett gemensamt bibliotek. Under den nazityska ockupationen 1939–1945 stängdes den tjeckiska delen, men efter krigsslutet avvecklades det tyska universitetet och det tjeckiska återupprättades.

## Historia
Karlsuniversitetet i Prag grundades genom en bulla utfärdad av påve Clemens VI den 26 januari 1347. Det fick sina privilegier fastställda genom en gyllene bulla utfärdad av tysk-romerske kejsaren Karl IV, vars namn det bär.
Jan Hus var rektor för universitetet i början av 1400-talet. I samband med stridigheterna kring honom framträdde de första tendenserna till en tjeckisk nationalism, vilket ledde till att en del tyskspråkiga lämnade Prag och i stället grundade Leipzigs universitet.

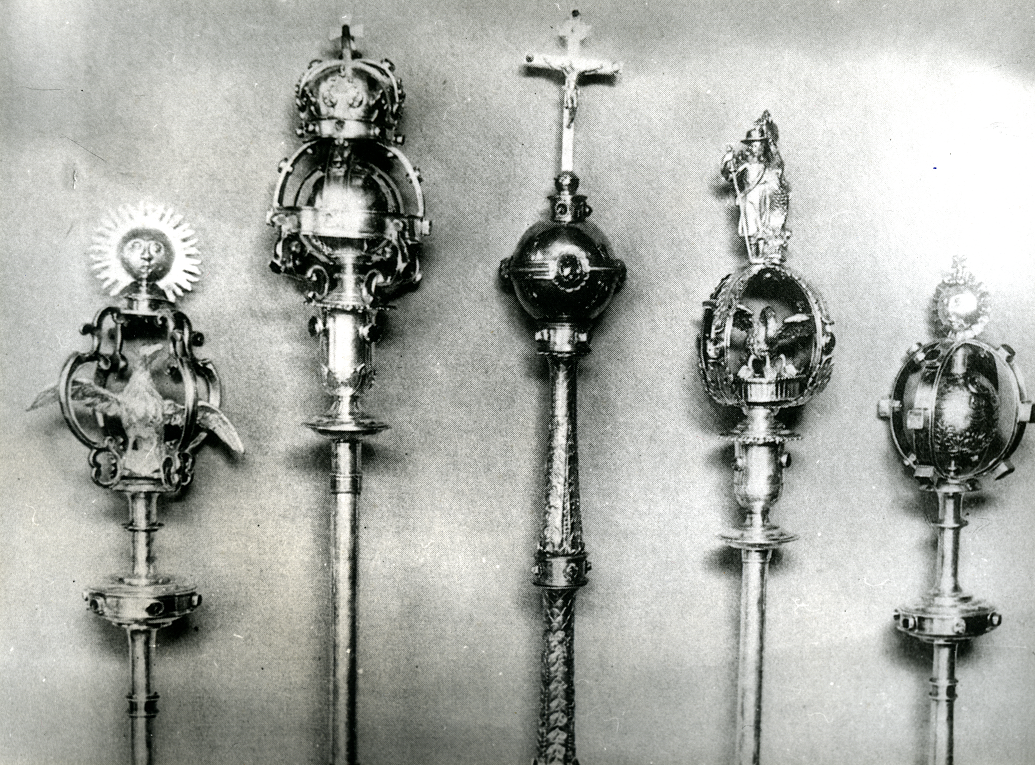
Detalj av Karlsuniversitetets stulna insignier. Från vänster: scepter för fakulteten för teologi och juridik, rektors scepter, scepter för fakulteten för medicin och filosofi.

Vid krigsslutet 1945 stal nazisterna Karlsuniversitetets historiska insignier (rektors kedja, universitetets sigill, spjutspetsarna för universitetets olika fakulteter, de historiska stiftelsehandlingarna, böcker och dokument etc.). Hittills har ingen av dessa historiska artefakter återfunnits.
Den 21 december 2023 drabbades Karlsuniversitetet av en masskjutning.

## Fakulteter
- Katolska teologiska fakulteten
- Protestantiska teologiska fakulteten
- Husitiska teologiska fakulteten
- Juridiska fakulteten
- 1:a medicinska fakulteten
- 2:a medicinska fakulteten
- 3:e medicinska fakulteten
- Medicinska fakulteten i Plzeň
- Medicinska fakulteten i Hradec Králové
- Farmaceutiska fakulteten i Hradec Králové
- Filosofiska fakulteten
- Naturvetenskapliga fakulteten
- Matematisk-fysikaliska fakulteten
- Pedagogiska fakulteten
- Fakulteten för socialvetenskap
- Fakulteten för idrottsundervisning och sport
- Humanistiska fakulteten

## Utbildning
Karlsuniversitet ger tillsammans med Handelshögskolan i Umeå ett EMBA-program i Prag.